# Christian Eigler
Christian Eigler (* 1. Januar 1984 in Roth) ist ein deutscher ehemaliger Fußballspieler und -trainer. Seit der Saison 2018/19 ist er Spielertrainer bei seinem Jugendclub SV Unterreichenbach.

## Jugend
Er wuchs in Unterreichenbach in Schwabach auf und fing dort 1989 beim SV Unterreichenbach an, Fußball zu spielen. Er wechselte 1993 in die Jugendabteilung des 1. FC Nürnberg. Nach der Saison 1999/2000 hörte er für ein halbes Jahr komplett mit dem Fußballspielen auf, weil er andere Dinge im Kopf hatte, die nichts mit dem Club, sondern mit seiner persönlichen Situation zu tun hatten. Er fing bei seinem Heimatverein wieder an, in der U-19 zu spielen und nach einem halben Jahr schaffte er den Sprung in die erste Mannschaft.

## Karriere
Nach Jugendstationen beim SV Unterreichenbach und dem 1. FC Nürnberg spielte Eigler zunächst in der U-19 der SpVgg Greuther Fürth. Seine Profikarriere begann im April 2003 bei SpVgg Greuther Fürth in der 2. Bundesliga. Bis Juni 2006 absolvierte er 89 Ligaspiele und erzielte dabei 27 Tore für Greuther Fürth, wobei er in der Saison 2005/06 mit 18 Treffern Torschützenkönig wurde. Daraufhin wurde er auch in die deutsche U-21-Nationalmannschaft berufen und nahm an der U-21-Fußball-Europameisterschaft 2006 teil. Vorher absolvierte er ein Spiel in der U-20-Nationalmannschaft und wurde somit zweimal im Nationaltrikot eingesetzt.
Im Juni 2006 wechselte der Franke zu Arminia Bielefeld in die 1. Bundesliga und hatte dort einen Vertrag bis 2009, der auch für die 2. Liga galt. Gleich in seinem ersten Pflichtspiel für die Ostwestfalen am ersten Spieltag der Saison 2006/07 gelang ihm ein Tor gegen den Hamburger SV. Insgesamt erzielte er in seinem ersten Jahr sechs Treffer in 27 Spielen. In der Saison 2007/08 verhalf er seinem Verein zu einem guten Start, wobei er in den ersten fünf Spielen zu drei Toren und zwei Vorlagen kam. Insgesamt kam er auf sechs Tore in 29 Einsätzen, darunter auch sein „Abschiedstor“ am 34. Spieltag in der 87. Minute.
Im Juli 2008 wechselte er zum 1. FC Nürnberg, der zuvor in die 2. Bundesliga abgestiegen war. Dort bestritt er sein erstes Pflichtspiel am zweiten Spieltag der Hinrunde beim 1. FC Kaiserslautern; sein erstes Tor für den FCN erzielte er in seinem zweiten Pflichtspiel gegen Alemannia Aachen. Von da an traf er lange Zeit nur in Heimspielen; erst am 27. Spieltag gelang ihm ein Tor in Oberhausen. Am letzten Spieltag gelang ihm sein achtes Tor in seinem 32. Einsatz. In beiden Relegationsspielen des 1. FC Nürnberg gegen Energie Cottbus erzielte Eigler je ein Tor, womit er eine entscheidende Rolle für den Wiederaufstieg seines Vereins in die Bundesliga spielte.
In der Hinrunde der Saison 2009/10 kam er in vierzehn Spielen auf zwei Vorlagen und schoss ein Tor gegen den SV Werder Bremen. Insgesamt kam er in der Saison auf drei Tore und zwei Vorlagen in 24 Spielen. In der folgenden Relegation gegen den FC Augsburg schoss er das 1:0-Siegtor im Hinspiel und hatte damit einen wichtigen Anteil am Klassenerhalt. Auch im Jahr darauf blieb er ein Mann für die wichtigen Tore. Mit acht Saisontreffern war er der erfolgreichste Torschütze der Nürnberger, vier davon erzielte er in einer einzigen Partie beim 5:0-Sieg gegen den FC St. Pauli am 5. März 2011. Am 16. April 2011 erzielte er mit seinem ersten Kopfballtreffer das fünfhundertste Bundesliga-Auswärtstor des 1. FC Nürnberg.
Am 19. April 2012 bestätigte Eigler gegenüber dem Kicker-Sportmagazin, dass er die Nürnberger nach der Saison 2011/12 verlassen und sich nach einem neuen Verein umsehen werde. Zur Saison 2012/13 wechselte Eigler zum FC Ingolstadt 04. Er unterschrieb einen Vertrag über drei Jahre bis zum 30. Juni 2015.
Seit der Saison 2018/19 ist er Spielertrainer bei seinem Jugendclub SV Unterreichenbach.
Im Juli 2021 übernahm er als Pächter das Gasthaus „Goldener Stern“ in Schwabach.

## Erfolge
FC Ingolstadt 04
- Zweitligameister 2015 und Aufstieg in die Bundesliga 2015/16

1. FC Nürnberg
- Aufstieg in die Bundesliga 2009/10

## Auszeichnungen
- Torschützenkönig der 2. Bundesliga 2005/06

## Privates
Christian Eigler ist verheiratet.